# Liriomyza occipitalis
Liriomyza occipitalis este o specie de muște din genul Liriomyza, familia Agromyzidae, descrisă de Friedrich Georg Hendel în anul 1931. Conform Catalogue of Life specia Liriomyza occipitalis nu are subspecii cunoscute.